# Dialeurolonga similis
Dialeurolonga similis là một loài côn trùng cánh nửa trong họ Aleyrodidae, phân họ Aleyrodinae.
Dialeurolonga similis được Takahashi miêu tả khoa học đầu tiên năm 1955.